# Giacomo d'Aragona (1296)
Giacomo d'Aragona (29 settembre 1296 – Tarragona, luglio 1334) fu un principe aragonese ed erede al trono.

## Biografia
Era figlio del re Giacomo II di Aragona e della terza consorte Bianca di Napoli, figlia del re Carlo II d'Angiò.
Essendo il primogenito, Giacomo era destinato a ricevere la corona del Regno d'Aragona alla morte del padre. Il suo ruolo politico imponeva che si sposasse e generasse eredi. Vennero dunque avviate trattative matrimoniali tra l'Aragona e il confinante regno di Castiglia: venne infatti scelta per Giacomo la principessa Eleonora,  figlia del re Ferdinando IV.
Le nozze si sarebbero tenute a Gandesa, in Catalogna, il 5 ottobre 1319.
Giacomo però, influenzato da Raimondo Lullo e Arnaldo da Villanova, vicino ai Francescani spirituali, rinunciò alla corona e al matrimonio per seguire la propria vocazione spirituale. Entrò quindi in convento sotto l'Ordine di Montesa, ordine creato da suo padre Giacomo II e particolarmente devoto alla Madonna.
Il posto di erede al trono reso vacante da Giacomo passò a suo fratello minore Alfonso che nel 1327 succedette al padre col nome di Alfonso IV. Alfonso dovette inoltre anche sposare la principessa Eleonora per non creare una crisi diplomatica con il regno di Castiglia.

## Ascendenza
|                        |                 |                       | Genitori                           |  |  | Nonni |  |  | Bisnonni             |  |  | Trisnonni            |  |
|                        |                 |                       |                                    |  |  |       |  |  | Giacomo I di Aragona |  |  | Pietro II di Aragona |  |
|                        |                 |                       |                                    |  |  |       |  |  | Giacomo I di Aragona |  |  | Pietro II di Aragona |  |
|                        |                 | Maria di Montpellier  |                                    |  |  |       |  |  | Giacomo I di Aragona |  |  |                      |  |
| Pietro III d'Aragona   |                 |                       |                                    |  |  |       |  |  | Giacomo I di Aragona |  |  |                      |  |
|                        |                 | Iolanda d'Ungheria    | Andrea II d'Ungheria               |  |  |       |  |  |                      |  |  |                      |  |
|                        |                 | Iolanda d'Ungheria    | Andrea II d'Ungheria               |  |  |       |  |  |                      |  |  |                      |  |
|                        |                 | Iolanda d'Ungheria    | Iolanda di Courtenay               |  |  |       |  |  |                      |  |  |                      |  |
| Giacomo II di Aragona  |                 | Iolanda d'Ungheria    |                                    |  |  |       |  |  |                      |  |  |                      |  |
|                        |                 | Manfredi di Sicilia   | Federico II di Svevia              |  |  |       |  |  |                      |  |  |                      |  |
|                        |                 | Manfredi di Sicilia   | Federico II di Svevia              |  |  |       |  |  |                      |  |  |                      |  |
|                        |                 | Manfredi di Sicilia   | Bianca Lancia                      |  |  |       |  |  |                      |  |  |                      |  |
| Costanza di Sicilia    |                 | Manfredi di Sicilia   |                                    |  |  |       |  |  |                      |  |  |                      |  |
|                        |                 | Beatrice di Savoia    | Amedeo IV di Savoia                |  |  |       |  |  |                      |  |  |                      |  |
|                        |                 | Beatrice di Savoia    | Amedeo IV di Savoia                |  |  |       |  |  |                      |  |  |                      |  |
|                        |                 | Beatrice di Savoia    | Margherita di Borgogna             |  |  |       |  |  |                      |  |  |                      |  |
| Giacomo di Aragona     |                 | Beatrice di Savoia    |                                    |  |  |       |  |  |                      |  |  |                      |  |
|                        | Carlo I d'Angiò | Luigi VIII di Francia |                                    |  |  |       |  |  |                      |  |  |                      |  |
|                        | Carlo I d'Angiò | Luigi VIII di Francia |                                    |  |  |       |  |  |                      |  |  |                      |  |
|                        | Carlo I d'Angiò | Bianca di Castiglia   |                                    |  |  |       |  |  |                      |  |  |                      |  |
| Carlo II d'Angiò       | Carlo I d'Angiò |                       |                                    |  |  |       |  |  |                      |  |  |                      |  |
|                        |                 | Beatrice di Provenza  | Raimondo Berengario IV di Provenza |  |  |       |  |  |                      |  |  |                      |  |
|                        |                 | Beatrice di Provenza  | Raimondo Berengario IV di Provenza |  |  |       |  |  |                      |  |  |                      |  |
|                        |                 | Beatrice di Provenza  | Beatrice di Savoia                 |  |  |       |  |  |                      |  |  |                      |  |
| Bianca di Napoli       |                 | Beatrice di Provenza  |                                    |  |  |       |  |  |                      |  |  |                      |  |
|                        |                 | Stefano V d'Ungheria  | Béla IV d'Ungheria                 |  |  |       |  |  |                      |  |  |                      |  |
|                        |                 | Stefano V d'Ungheria  | Béla IV d'Ungheria                 |  |  |       |  |  |                      |  |  |                      |  |
|                        |                 | Stefano V d'Ungheria  | Maria Laskarina                    |  |  |       |  |  |                      |  |  |                      |  |
| Maria Arpad d'Ungheria |                 | Stefano V d'Ungheria  |                                    |  |  |       |  |  |                      |  |  |                      |  |
|                        |                 | Elisabetta dei Cumani | Köten, re dei Cumani               |  |  |       |  |  |                      |  |  |                      |  |
|                        |                 | Elisabetta dei Cumani | Köten, re dei Cumani               |  |  |       |  |  |                      |  |  |                      |  |
|                        |                 | Elisabetta dei Cumani | …                                  |  |  |       |  |  |                      |  |  |                      |  |
|                        |                 | Elisabetta dei Cumani |                                    |  |  |       |  |  |                      |  |  |                      |  |